# 阿姆拉梅
阿姆拉梅（法語：Amlamé），是多哥的城鎮，位於該國中南部，由高原區負責管轄，是阿穆省的首府，面積27平方公里，海拔高度380米，2022年人口7,996人。